# Antoni Rogalski (naukowiec)
Antoni Władysław Rogalski (ur. 12 czerwca 1946 w Wojdalu) – polski elektronik, pracownik naukowy Wojskowej Akademii Technicznej, członek rzeczywisty Polskiej Akademii Nauk.

## Życiorys
W 1972 ukończył studia na kierunku Fizyka Techniczna na Wydziale Chemii i Fizyki Technicznej Wojskowej Akademii Technicznej (WAT) w Warszawie. Jego działalność naukowa, dydaktyczna i organizacyjna związana jest z Instytutem Fizyki Technicznej WAT. Pracę doktorską obronił w 1976, habilitował się w 1982, w latach 1984-1988 był wicedyrektorem, a w latach 1988-2002 dyrektorem Instytutu Fizyki Technicznej (IFT) WAT. W latach 1994-2015 kierował także Zakładem Fizyki Ciała Stałego w IFT, współpracując z Vigo System S.A. i prowadząc wspólne prace badawczo-wdrożeniowe. Ich efektem jest poszerzenie oferty produkcyjnej Vigo. W 1990 uzyskał tytuł profesora nauk technicznych. W 2004 wybrany został członkiem korespondentem, w 2013 członkiem rzeczywistym PAN. W latach 2015‑2022 był dziekanem Wydziału IV Nauk Technicznych PAN i członkiem Prezydium PAN. W latach 2013‑2016 roku był też członkiem Centralnej Komisji do Spraw Stopni i Tytułów, a w okresie 2016‑2023 członkiem Zespołu do Spraw Nagród Prezesa Rady Ministrów (dwie kadencje w okresie) oraz członkiem Euro-CASE Board ‑ European Council of Applied Sciences Technologies and Engineering.
W trakcie długoletniej działalności naukowej odbył wiele dłuższych zagranicznych staży naukowych ‑ najważniejsze z nich to stanowiska visiting professor w: Belgrad University (Belgrad, 1987), Northwestern University (Evanston, USA, 1995), University of Western Australia (Perth, 2007 i 2013) i Shanghai Institute of Technical Physics Chinese Academy of Sciences (Shanghai, 2023-2025). W latach 2009-2013 zajmował też stanowisko adjunct professor w Center for Quantum Devices Northwestern University (Evanston, USA).
Prof. A. Rogalski jest jednym z najbardziej rozpoznawalnych w świecie polskich uczonych. W prestiżowym rankingu Uniwersytetu Stanforda i wydawnictwa Elsevier najbardziej wpływowych 2% naukowców na świecie (TOP 2%) opublikowanym w magazynie PLOS Biology (16-09-2024), jest klasyfikowany na trzecim miejscu wśród żyjących Polaków z polską afiliacją (pozycja 7214 w świecie; zaś w rankingu za 2023 rok — na pierwszym miejscu w Polsce (pozycja 2047 w świecie).
Przedmiotem działalności naukowej prof. A. Rogalskiego jest technologia otrzymywania, badania właściwości i zastosowania półprzewodników do detekcji promieniowania elektromagnetycznego, głównie zakresu podczerwieni. Jego dorobek naukowy udokumentowany jest: 15 monografiami wydawnictw globalnych, ponad 300 pracami w czasopismach indeksowanych cytowanymi od 15 do ponad 25 tysięcy z wskaźnikiem Hirscha od 51 do 63 w zależności od rodzaju bazy (Web of Science, Scopus, Google Scholar). Jego książka Infrared and Terahertz Detectors (trzykrotnie wznawiana, Wyd. Taylor @ Francis, USA), przetłumaczona na rosyjski i dwukrotnie na chiński, stała się najbardziej popularną w świecie monografią poświęconą detektorom podczerwieni i terahercowym. Równie cenne są jego prace dotyczące alternatywnych materiałów do konstrukcji detektorów podczerwieni włączając w to dwuwymiarowe materiały (pochodne grafenu) ‑ niektóre z nich zajmują pozycje najbardziej czytanych i cytowanych prac w tak prestiżowych pismach jak Progress in Quantum Electronics, Journal of Applied Physics, Reports on Progress in Physics i w Infrared Physics and Technology (cytowania > 1 tys.).
Za osiągnięcia naukowe został wyróżniony w 1995 roku tytułem Fellow światowej organizacji The International Society for Optical Engineering, Bellingham (USA). W 1997 został laureatem Nagrody Fundacji na Rzecz Nauki Polskiej w dziedzinie nauk technicznych. W 2006 roku otrzymał nagrodę im. M. Pluty Polskiej Sekcji SPIE. Uzyskał też Nagrody Ministra Obrony Narodowej za osiągnięcie naukowe (2008), za całokształt działalności naukowej (2014), i nagrodę I-szego stopnia za najlepszą pracę naukową i wdrożenie z zakresu obronności (2017). Dodatkowo w 2017 roku otrzymał nagrodę naukową Prezesa PAN. W 2010 roku został wpisany do Złotej Księgi Dokonań Wojskowej Akademii Technicznej, zaś w 2024 został wyróżniony nagrodą Prezesa Rady Ministrów za dorobek naukowy w zakresie nowatorskich badań kwantowych struktur detekcyjnych promieniowania elektromagnetycznego w szerokim zakresie widma – od zakresu ultrafioletowego do zakresu terahercowego.
Prof. A. Rogalski jest nauczycielem akademickim od ponad 50-ciu lat, promotorem dziesięciu prac doktorskich, członkiem komitetów naukowych kilku czasopism naukowych o międzynarodowym obiegu, zapraszanym autorem prac czasopism naukowych i zapraszanym autorem referatów plenarnych konferencji (w tym ponad 80-ciu konferencji międzynarodowych), organizatorem i przewodniczącym międzynarodowych konferencji naukowych, a także przewodniczącym sesji tychże konferencji. W latach 1997‑2015 pełnił funkcję redaktora naczelnego czasopisma naukowego Opto-Electronics Review o najwyższym współczynniku wpływu wśród polskich czasopism technicznych. W latach 2004‑2022 pełnił też funkcję zastępcy redaktora naczelnego, a od 2023 roku jest redaktorem naczelnym Bulletin of the Polish Academy of Sciences. Technical Sciences.
W 1986 został odznaczony Złotym Krzyżem Zasługi, w 1993 Krzyżem Kawalerskim, a w 2022 Krzyżem Komandorskim Orderu Odrodzenia Polski.